# Кувшиново (станция)
Кувши́ново — железнодорожная станция, расположенная на 57 километре линии Торжок — Кувшиново — Соблаго (в 90 километрах от Лихославля) в городе Кувшиново и относящаяся к Московскому региону Октябрьской железной дороги.
Станция рядом с селом Каменское возникла при строительстве предпринимательницей Ю. М. Кувшиновой частных подъездных путей от г. Торжка к Каменской бумажной фабрике, введённых в эксплуатацию в 1912 году. В 1916 году построено вокзальное здание, а в 1938 году пристанционному посёлку, поглотившему расположенное рядом село, был присвоен статус города и наименование Кувшиново.
На станции имеется высокая платформа, не характерная для данной железнодорожной линии, а также сохранившееся деревянное здание вокзала дореволюционной постройки, являющееся памятником архитектуры.
Пассажирское сообщение по станции представлено пассажирским поездом Кувшиново-Осташков.